# Cryptocarya oblongata
Cryptocarya oblongata är en lagerväxtart som beskrevs av Elmer Drew Merrill. Cryptocarya oblongata ingår i släktet Cryptocarya och familjen lagerväxter. Inga underarter finns listade i Catalogue of Life.